# John Bouverie
John Bouverie (* 1723 in Betchworth, Surrey; † 19. September 1750 in Aydın) war ein britischer Kunstsammler.
John Bouverie, Sohn von Sir Christopher Bouveries († 1732/33) und jüngerer Bruder von Freeman Bouverie († 1734), studierte ab 1737 am New College in Oxford. 1740 bis 1742 unternahm er die für einen jungen Angehörigen britischen Gentry übliche Grand Tour nach Italien mit seinem Tutor, dem Arzt John Cephane. 1745/46 unternahm er eine zweite Reise nach Italien mit dem Diplomaten Richard Phelps als Tutor und seinem Studienfreund, dem Antiquar James Dawkins. 1749 reiste er über Rom nach Neapel, von wo aus er im Mai 1750 mit James Dawkins und Robert Wood sowie dem Zeichner Giovanni Battista Borra eine Forschungsreise in den östlichen Mittelmeerraum begann. Auf dieser Reise verstarb er früh in Güzel Hisar (heute Aydin) und wurde in Smyrna (heute Izmir) begraben.
Während seiner Italienaufenthalte legte er eine große qualitätvolle Sammlung von Handzeichnungen an, die nach seinem Tode unter seinen Schwestern aufgeteilt wurde und über Erbschaft zunächst an Sir Charles Middleton gelangte, dann über Erbschaft an Sir Gerald Noel und dessen Nachkommen. 1859 sowie 1919, 1920, 1922 und 1953 wurden Teile der Sammlung verkauft.